# Sidi Rached
Sidi Rached (anciennement Montebello pendant la colonisation française), est une commune de la wilaya de Tipaza en Algérie.

## Géographie

### Situation
Le territoire de la commune de Sidi Rached est situé à l'est de la wilaya de Tipaza, à environ 15 km au sud-est de Tipaza.
| Tipaza  | Tipaza, Aïn Tagourait  | Attatba      |
| Tipaza  | Sidi Rached            | Attatba      |
| Hadjout | Bourkika, Ahmar El Aïn | Ahmar El Aïn |

### Relief et hydrographie
Le territoire de Sidi Rached est constituée du versant sud du Sahel et ses ravins ainsi qu'une partie de la plaine de la Mitidja où se trouvait le lac Halloula asséché au XIXe siècle.

### Transports
La commune est traversée par la N67 qui ceinture la Mitidja par le nord ainsi que par quatre chemins de wilayas qui permettent de rejoindre Ain Tagourait, Tipaza, Hadjout et Ahmar El Ain.

### Localités de la commune
En 1984, la commune de Sidi Rached est constituée à partir des localités et domaines suivants :
- Sidi Rached
- Douars Adel
- Esserhane
- Echibahi
- Sadouki
- Zaouia
- Cité des 40 logements
- Douar Benkheïra (en partie)
- Domaine autogéré Benyoucef
- Merouane
- Lahouel
- Boucetta
- Tchaalbi
- Krez
- Aïssat
- Nedjar
- Mausolée

## Histoire
Située sur le territoire des Hadjoutes, les Français tentèrent de créer un centre de population dès 1859 mais n'y parviennent que dix ans plus tard, le 18 décembre 1869 avec des concessions pour 44 feux sur 1041 hectares. Le village est nommé Montebello et fait partie de la commune de Marengo du département d'Alger. Il ne deviendra une commune de plein exercice que le 5 août 1957.
Après l'indépendance, elle reprend le nom de Sidi Rached mais est rattachée à la commune de Tipaza avant d'être recréée en 1984.

## Démographie
| 1958  | 1987  | 1998  | 2008   |
| ----- | ----- | ----- | ------ |
| 2 596 | 6 624 | 9 153 | 11 062 |

- Recensement des différentes agglomérations en 1987 : Sidi Rached, 3 066 hab.
- Recensement des différentes agglomérations en 1998 : Sidi Rached, 4 816 hab[8].
- Recensement des différentes agglomérations en 2008 : Sidi Rached, 6 160 hab[9].

## Patrimoine

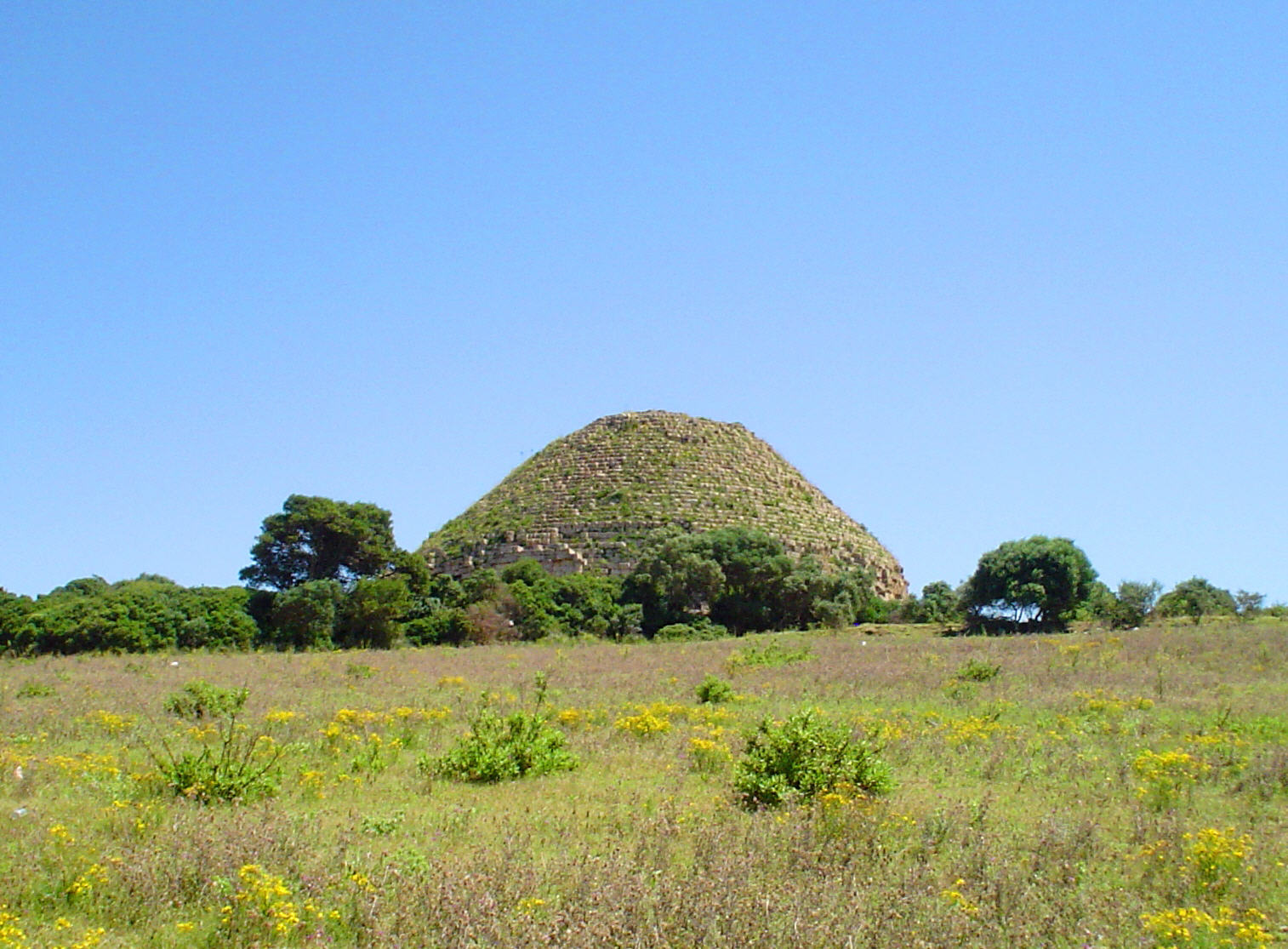
Le Mausolée Royal de Maurétanie

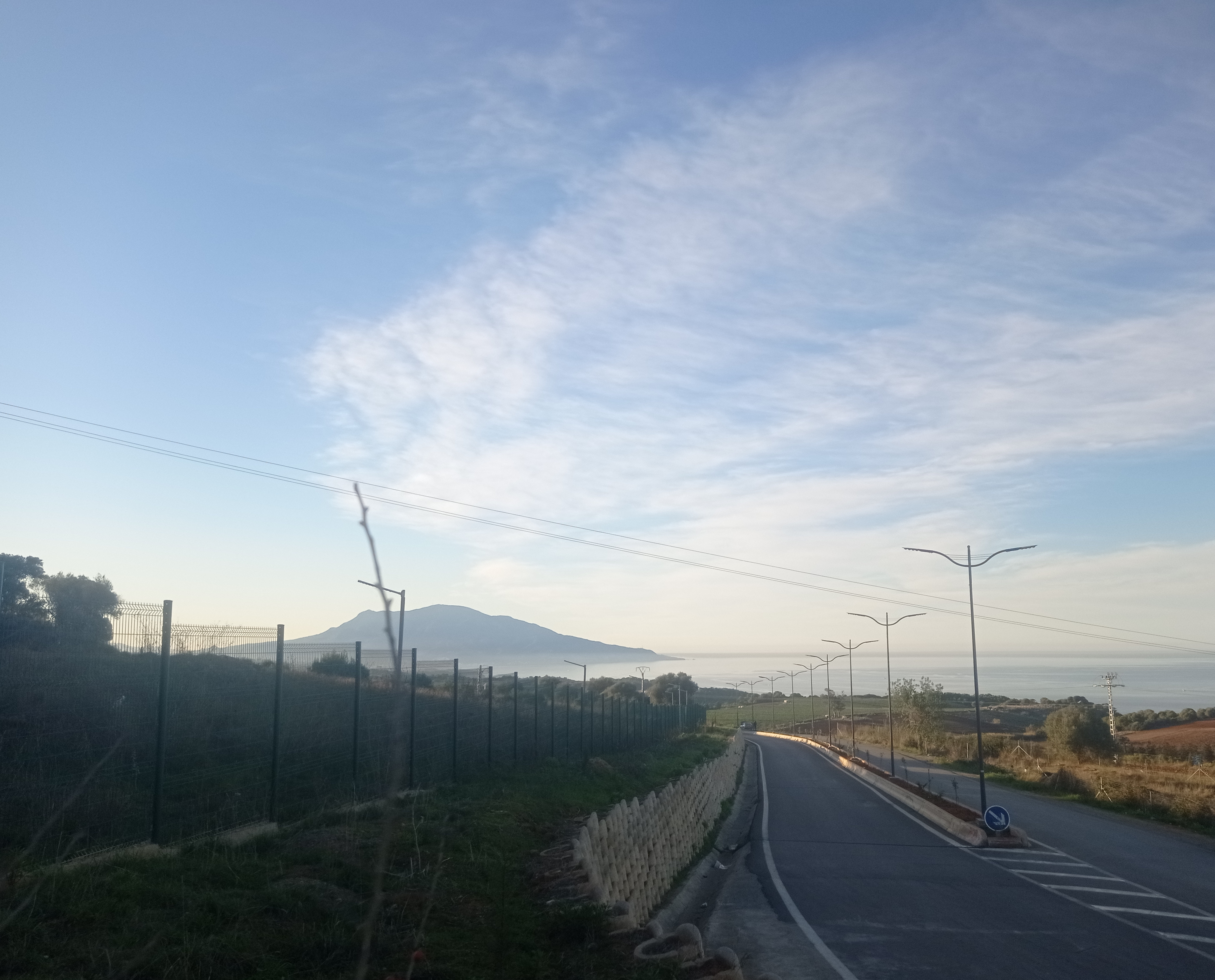
Vue sur le Mont Chenoua depuis l'entrée du mausolée.

Le mausolée royal de Maurétanie aussi, nommé le Tombeau de la Chrétienne, se trouve au-dessus de la ville de Sidi Rached.